# Planada
Planada is een plaats (census-designated place) in de Amerikaanse staat Californië, en valt bestuurlijk gezien onder Merced County.

## Demografie
Bij de volkstelling in 2000 werd het aantal inwoners vastgesteld op 4369.

## Geografie
Volgens het United States Census Bureau beslaat de plaats een oppervlakte van
5,5 km², geheel bestaande uit land. Planada ligt op ongeveer 69 m boven zeeniveau.

## Afbeeldingen

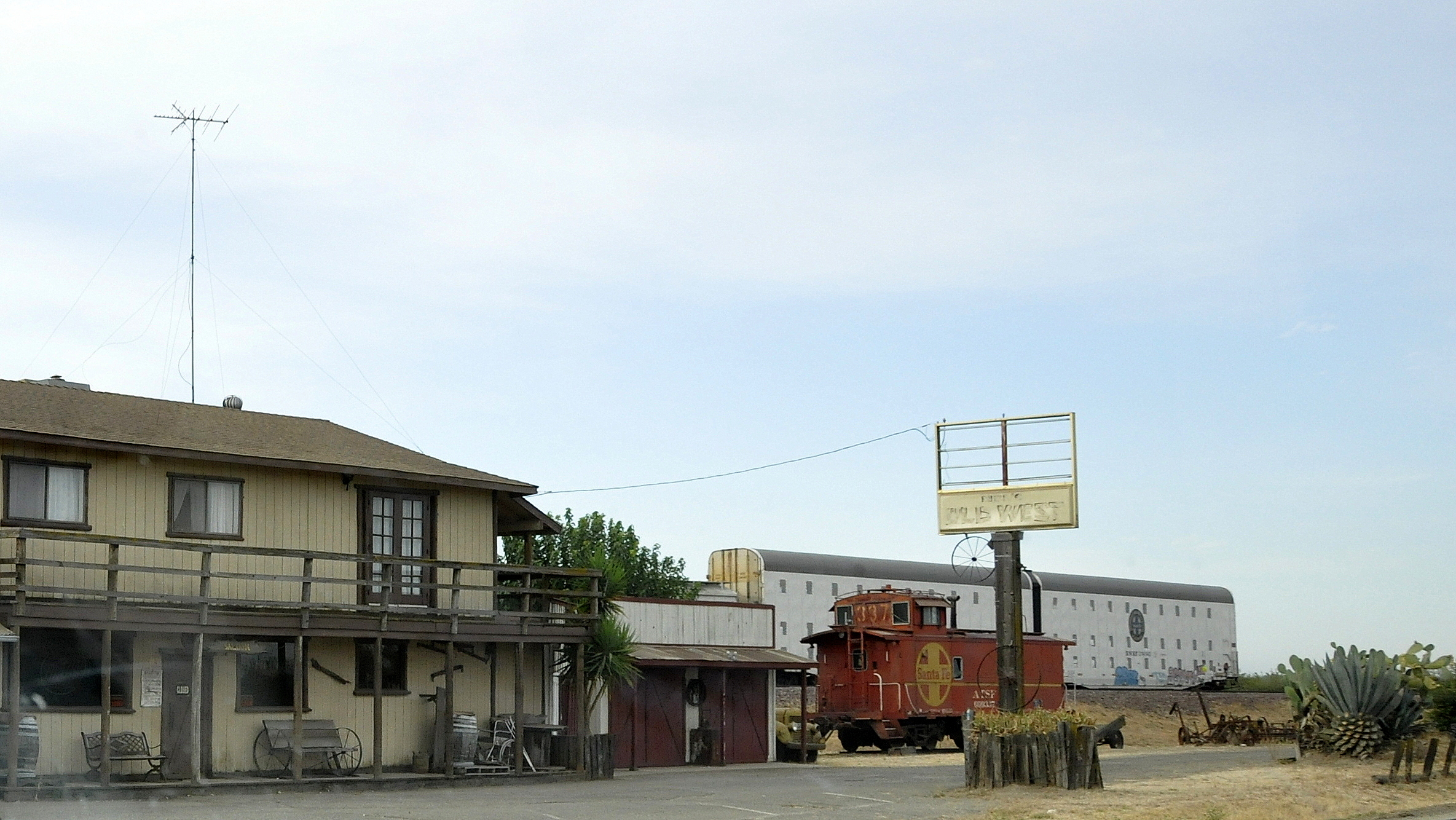
Mel's Old West - een verlaten saloon in Planada

## Plaatsen in de nabije omgeving
De onderstaande figuur toont nabijgelegen plaatsen in een straal van 40 km rond Planada.